# Międzynarodowe Targi Katowickie
Międzynarodowe Targi Katowickie (MTK) – zlikwidowane przedsiębiorstwo z siedzibą przy ulicy Bytkowskiej 1b w Katowicach, a administracyjnie na terenie parku Śląskiego w Chorzowie, które zajmowało się organizacją wystaw.

## Opis działalności

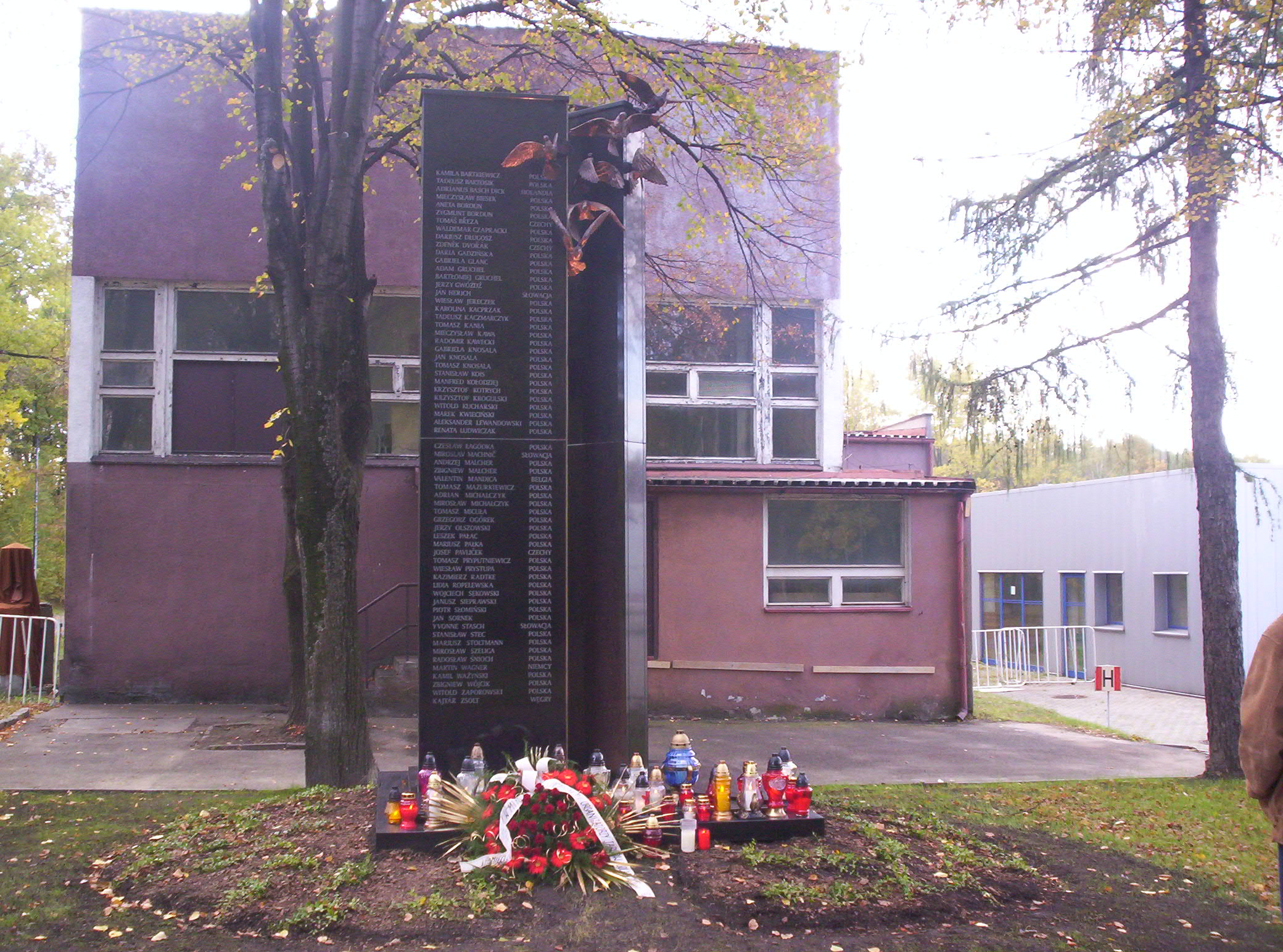
Pomnik ofiar katastrofy w 2006 roku

Międzynarodowe Targi Katowickie zostały założone w 1992 roku, znajdowały się w Chorzowie na terenie przypisanym adresowo do ulicy Bytkowskiej 1b w Katowicach. Powstały na terenach wystawienniczych dawnego Ośrodka Postępu Technicznego (OPT). Organizowały one każdego roku kilkadziesiąt imprez targowych o charakterze branżowym. W targach tych brało udział kilka tysięcy firm z całego świata. Międzynarodowe Targi Katowickie obejmowały kilkanaście pawilonów oraz ogromne otwarte powierzchnie ekspozycyjne usytuowane na terenach ówczesnego Wojewódzkiego Parku Kultury i Wypoczynku. Przy terenie wystawienniczym zlokalizowany był ówczesny Wydział Radia i Telewizji im. Krzysztofa Kieślowskiego Uniwersytetu Śląskiego w Katowicach oraz hotel Park Inn by Radisson (dawniej w budynku mieścił się Hotel Asystencki UŚ w Katowicach). Na terenie dawniej użytkowanym przez MTK swoją siedzibę ma kilkanaście firm, a działalność wystawienniczą prowadziła spółka Śląskie Centrum Targowe (podpisała ona plan połączenia ze spółką Centrum Przedsiębiorczości z Chorzowa).
Pod koniec roku 2011 MTK złożyły do sądu wniosek o ogłoszenie upadłości. Obecnie na terenach nie prowadzi się już działalności wystawienniczej.

## Katastrofa budowlana
Dnia 28 stycznia 2006 roku zawalił się dach największego z pawilonów handlowych. W momencie runięcia konstrukcji w hali odbywała się wystawa gołębi pocztowych i znajdowało się w niej od pięciuset do tysiąca osób. Wskutek tragedii zginęło 65 osób, w tym co najmniej dwoje dzieci i ośmioro obcokrajowców (2 Niemców, 2 Czechów, 2 Słowaków, Belg i Holender). Wśród zabitych był także funkcjonariusz Policji na służbie. Wedle źródeł informacyjnych około 170 osób zostało rannych, z czego większość powróciła do domu po kilku godzinach, a osoby mieszkające poza województwem śląskim zostały przewiezione do szpitali znajdujących się w miejscach zamieszkania rannych.